# Lycium shockleyi
Lycium shockleyi är en potatisväxtart som beskrevs av Asa Gray. Lycium shockleyi ingår i släktet bocktörnen, och familjen potatisväxter. Inga underarter finns listade i Catalogue of Life.